# 阿曼達·布朗
阿曼達·布朗（英語：Amanda Brown，1970年10月6日—）是一位美國小說家，其小說《律政俏佳人》被改编为2001年同名電影和2007年同名音樂劇。

## 生平
阿曼達·布朗出生於亞利桑那州鳳凰城，父母分别是律師傑克·E·布朗和美術館老闆蘇珊娜·布朗，她是四个子女中最小的一個。布朗於1993年從亞利桑那州立大學畢業。然後她繼續在斯坦福法学院學習（并未獲得法律博士學位），在那裡她根據自己的經歷將有趣的信件和故事彙編成第一份手稿，後來成為小說《律政俏佳人》（2001年出版）。
繼2001年電影大獲成功後，布朗發行了她的第二本書《家庭信託》 (Family Trust，2003)，該書也被選中拍成電影。

## 书籍
- 律政俏佳人，Legally Blonde. AuthorHouse, 2001.
- 家庭信託，Family Trust. New York: Dutton, 2003.
- 財富學院，School of Fortune, 与珍妮絲·韋伯（英语：Janice Weber）合著. New York: St. Martin's Griffin,  2007.